# José Vanzzino
José Vanzzino (né le 7 mai 1893 en Uruguay et mort le 29 juin 1977 à Montevideo) est un footballeur uruguayen des années 1910 et 1920. Champion d'Amérique du Sud en 1916, 1917 et 1926 avec la Celeste, il détient le record de longévité du Nacional de Montevideo avec 19 ans de présence au poste de milieu défensif.

## Carrière

### En club
Vanzzino commence sa carrière professionnelle en 1911 au club uruguayen de Bristol. Un an plus tard, il rejoint le club de la capitale du Nacional, pour lequel il fait ses débuts la même année lors d'un match contre le River Plate de Montevideo. Vanzzino joue pour le Nacional jusqu'à la fin de sa carrière le 17 août 1930 lors d'un match contre Central Español, totalisant à ce moment-là 420 matchs et neuf titres de champion d'Uruguay en 19 ans au club.

### En équipe nationale

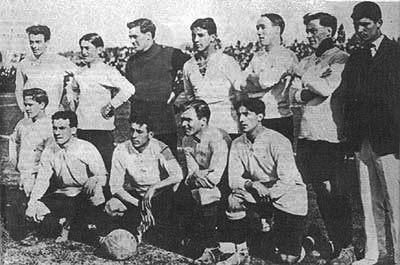
L'Uruguay championne d'Amérique du Sud 1917. Debout : Pacheco, Vanzzino, Saporiti, Rodríguez, Varela, Foglino ; Accroupis : Pérez, H. Scarone, Romano, C. Scarone, Somma.

Vanzzino fait ses débuts avec l'équipe nationale d'Uruguay le 15 août 1915 contre l'Argentine. En 1916, la Celeste remporte la première édition du championnat d'Amérique du Sud, Vanzzino prend part au match contre le Brésil.
Un an plus tard, Vanzzino participe à nouveau au tournoi et l'Uruguay remporte la deuxième édition. Vanzzino dispute les trois rencontres contre le Chili, le Brésil et l'Argentine. L'Uruguay n'encaisse aucun but au cours de cette édition.
En 1919, l'Uruguay est battu en finale du tournoi par le Brésil de Friedenreich au cours d'un des plus longs matchs de l'histoire du football, deux prolongations de trente minutes étant nécessaires pour départager les deux équipes. Vanzzino joue les quatre matchs de cette édition contre l'Argentine, le Chili et les deux matchs contre le Brésil.
Après avoir manqué deux éditions dont le sacre uruguayen de 1920, Vanzzino prend à nouveau part au championnat continental en 1922. L'Uruguay termine à égalité de point avec le Paraguay et le Brésil mais il déclare forfait pour la suite de la compétition et ne prend que la troisième place. José Vanzzino joue les quatre rencontres de la Celeste.
En 1926, Vanzzino remporte le tournoi sud-américain pour la troisième et dernière fois de sa carrière, prenant à nouveau part à l'ensemble des quatre matchs de l'équipe.
En 1927, il participe pour la dernière fois de sa carrière au championnat d'Amérique du Sud. José Vanzzino joue la totalité des trois matchs de l'équipe. Cependant, le 4e titre échappe à Vanzzino car après deux larges victoires contre le Pérou et la Bolivie, les Uruguayens sont dominés par leurs rivaux argentins le 20 novembre 1927 (2-3), à l'occasion du 37e et dernier match international de Vanzzino.

## Palmarès

### En club
| Titre                           | Club     | Pays    | Année |
| ------------------------------- | -------- | ------- | ----- |
| Championnat d'Uruguay (amateur) | Nacional | Uruguay | 1912  |
| Championnat d'Uruguay (amateur) | Nacional | Uruguay | 1915  |
| Championnat d'Uruguay (amateur) | Nacional | Uruguay | 1916  |
| Championnat d'Uruguay (amateur) | Nacional | Uruguay | 1917  |
| Championnat d'Uruguay (amateur) | Nacional | Uruguay | 1919  |
| Championnat d'Uruguay (amateur) | Nacional | Uruguay | 1920  |
| Championnat d'Uruguay (amateur) | Nacional | Uruguay | 1922  |
| Championnat d'Uruguay (amateur) | Nacional | Uruguay | 1923  |
| Championnat d'Uruguay (amateur) | Nacional | Uruguay | 1924  |

### En équipe nationale
| Titre        | Équipe           | Année |
| ------------ | ---------------- | ----- |
| Copa América | Équipe d'Uruguay | 1916  |
| Copa América | Équipe d'Uruguay | 1917  |
| Copa América | Équipe d'Uruguay | 1926  |